# Grand Lake (Labrador)
Der Grand Lake (Innu-Name: Kakatshu-utshishtun) ist ein See in der kanadischen Provinz Neufundland und Labrador.

## Lage
Der Grand Lake befindet sich 30 km nördlich von Happy Valley-Goose Bay im zentralen Osten der Labrador-Halbinsel. Er liegt auf einer Höhe von etwa 10 m und besitzt eine Wasserfläche von 182 km². Er wird von den Flüssen Naskaupi River, Beaver River, Susan River und Cape Caribou River gespeist. Der North West River entwässert den See über den Little Lake zum Lake Melville. Das Einzugsgebiet umfasst etwa 14.500 km².